# مسجد كامبونج سونغاي بولوه
مسجد كامبونج سونغاي بولوه يقع المسجد في كمطقة كامبونج سونغاي بولوه، والتي تبعد حوالي تسعة عشر كيلومتر من مدينة بندر سري بكاوان عاصمة بروناي .

## البناء
تم البدء في بناء مسجد كامبونج سونغاي بولوه في عام 1982، على موقع أرض مساحتها 1.5 فدان، واكتمل البناء في منتصف عام 1983، وبلغت النفقات التشييدية للمبنى 300،000.00 دولار .

## الافتتاح
تم فتح مسجد كامبونج سونغاي بولوه رسميا من قبل رجا خريج حاجي جايا بن حاج خريج راجيد، وذلك في يوم يوم الجمعة الأول من شهر محرم من عام 1404 هـ الموافق السابع من شهر أكتوبر من عام 1983، وبلغت القدرة الاستيعابية للمسجد 150 مصلي في ذلك الوقت، ومن بين التسهيلات المتاحة في المسجد وجود مكتبات صغيرة .

## التوسعة
نظرا لتزايد أعداد المصلين، فقد تم بناء مبنى إضافي للمسجد الأصلي، وذلك في أكتوبر من عام 1996، واكتملت أعمال التوسعة والبناء وافتتح المسجد في الخامس عشر من شهر شعبان من عام 1417 هـ الموافق الخامس من شهر يناير من عام 1997، وبلغت نفقات التوسعة نحو 27،000.00 دولار، ويمكن للمسجد الحالي أن يستوعب حوالي 370 مصلي في وقت واحد.